# Bernard Krebs
Bernard Krebs, auch Bernhard Krebs (* 9. Juni 1934 in Basel; † 29. März 2001 in Chanceaux) war ein französischer Wirbeltier-Paläontologe und Professor an der FU Berlin.

## Leben
Krebs stammte aus einer elsässischen Familie und ging in Mülhausen zur Schule. Er studierte zunächst ab 1952 Naturwissenschaften an der Universität Straßburg und ab 1956 Paläontologie an der Universität Zürich mit der Promotion bei Emil Kuhn-Schnyder 1963. Gegenstand der Dissertation war der Archosaurier Ticinosuchus ferox aus der Trias der berühmten Fundstelle Monte San Giorgio im Tessin, eine Fundstelle die Kuhn-Schnyder mit seinen Schülern intensiv erforschte. Danach war er wissenschaftlicher Assistent an der FU Berlin bei Walter Georg Kühne (1911–1991), dessen Institut für Forschungen über Säugetiere des Mesozoikums bekannt war und wo er sich 1969 habilitierte. 1971 bis zur Emeritierung 1999 war er dort Professor. Eine 1977 schon als sicher gegoltene Berufung auf das Ordinariat für Paläontologie unterblieb aus hochschulpolitischen Gründen und Krebs war mehr als zehn Jahre geschäftsführender Direktor des Instituts für Paläontologie. Im Ruhestand lebte er in Chanceaux in Burgund auf einem von ihm restaurierten Landgut. Er starb an einem Schlaganfall.
Krebs leitete 1973 bis 1982 mit Siegfried Henkel die Ausgrabungen in der ehemaligen Kohlegrube Guimarota in Portugal, die sich als reiche Fundstelle insbesondere für Säugetiere des Oberjura erwies. Unter anderem fand Henkel dort 1976 das erste vollständige Skelett eines Säugetiers aus der Jurazeit, das später von Krebs – im Gedenken an Henkel – als Typusexemplar zur Gattung Henkelotherium gestellt wurde. Der Fund war schon 1977 angekündigt worden, die Monographie erschien jedoch erst 1991.
Er grub auch in Südfrankreich, Spanien, Marokko, dem Iran und im Sudan aus. Ein Schwerpunkt seiner Forschung neben Säugetieren des Jura waren spätkreidezeitliche Wirbeltiere in Afrika, wo im Sudan fossile Funde von Lungenfischen, Amphibien, Schlangen, Krokodilen und Dinosauriern gelangen. Zuvor waren aus dieser Zeit kaum Funde in Afrika südlich der Sahara bekannt.
1994/95 war er Vorsitzender des Förderkreises der Naturwissenschaftlichen Museen Berlins. Er war Mitglied des Council Scientifique de Palaeovertebrata in Montpellier.
Er war verheiratet und hatte vier Kinder.
Er war französischer Staatsbürger.

## Schriften
- Ticinosuchus ferox nov. gen. nov. sp. Ein neuer Pseudosuchier aus der Trias des Monte San Giorgio. In: Schweizerische paläontologische Abhandlungen. 81, 1965, ISSN 0080-7389, S. 1–140.
- Zur Deutung der Chirotherium-Fährten. In: Natur und Museum. Band 96, 1966, ZDB-ID 123242-3, S. 389–396.
- Die Archosaurier. In: Die Naturwissenschaften. Band 61, Nummer 1, 1974, S. 17–24, doi:10.1007/BF00602887.
- Zur frühen Geschichte der Säugetiere. In: Natur und Museum. Band 105, 1975, S. 147–155.
- Pseudosuchia. In: Oskar Kuhn (Begründer), Peter Wellnhofer (Hrsg.): Handbuch der Paläoherpetologie. Band 13: Alan J. Charig, Bernard Krebs, Hans-Dieter Sues, Frank Westphal: Thecodontia. Gustav Fischer, Stuttgart u. a. 1976, ISBN 3-437-30184-5, S. 40–98.
- Mesozoische Säugetiere – Ergebnisse von Ausgrabungen in Portugal. In: Sitzungsberichte der Gesellschaft naturforschender Freunde zu Berlin. Neue Folge 28, 1988, ISSN 0037-5942, S. 95–107.
- Das Skelett von Henkelotherium guimarotae gen. et sp. nov. (Eupantotheria, Mammalia) aus dem Oberen Jura von Portugal (= Berliner geowissenschaftliche Abhandlungen. Reihe A: Geologie und Paläontologie. 133). Freie Universität – Fachbereich Geowissenschaften, Berlin 1991, ISBN 3-927541-32-X.
- als Herausgeber mit Thomas Martin: Guimarota. A Jurassic Ecosystem. Pfeil, München 2000, ISBN 3-931516-80-6.